# Bogár János (futó)
Bogár János (Miskolc, 1964. július 26. –) Magyarország egyik legeredményesebb ultramaratoni futója.
Jelentősebb eredményei közé tartozik az 1991-es győzelme a legendás Spartathlonon, ahol 24 óra 15 perc 31 másodperces idejével több mint másfél órát vert a második helyezettre, valamint az 1994-es Európa-bajnoki győzelme 24 órás futásban.
Magyarország legnagyobb ultramaratoni versenyét, a Bécs–Pozsony–Budapest Szupermaratont eddig hatszor (1992 és 1994–1998) nyerte meg. Bár 2006-ban úgy nyilatkozott, hogy a jövőben csak ritkán vagy egyáltalán nem indul ultra versenyen, a 2007-es, 212 kilométeres Ultrabalatonon óriási küzdelemben legyőzte a görög világcsúcstartó, négyszeres Spartathlon-győztes Jánisz Kúroszt és a Bécs-Pozsony-Budapest versenyen az előkelő 3. helyen ért célba.
Az ultramaratoni futás két mérvadó távján, a 24 órán és 100 kilométeren jelenleg is országos csúcstartó és 100 kilométeren négyszeres magyar bajnok. Az év ultrafutója Magyarországon 2007-ben.
30 év után, 2021-ben ismét célba ért a Spartathlonon. Majd 1 héttel a görögországi versenyt követően az Ultrabalatonont is sikerrel teljesítette.
Szintén 2021-ben, 57 évesen rajthoz állt a Authentic Phidippides Run-on, ami tulajdonképpen a dupla Spartathlont és összesen 490 km-es távot jelent. Tizenötödikként ért célba, 101 óra 55 perc alatt

## Egyéni rekordok
| Versenyszám   |  | Eredmény              | Hely                                                                                                   |
| Szupermaraton |  | 6 × 1. hely           | Bécs-Budapest 1992, 1994, 1995, 1996, 1997, 1998                                                       |
| ------------- |  | --------------------- | --- |
| Maraton       |  | 2:19:28               | Budapest, Magyarország Juventus Maraton (1998)                                                         |
| 100 km        |  | 6:31:35               | Encs, Magyarország (1999) – jelenleg is országos csúcs                                                 |
| 100 km        |  | 7 X 1. Hely           | Madrid Spanyolország 1995./6:47, 1996./6:50, 1997./6:41 1998./6:48, 1999./6:50, 2000./6:55, 2009./7:28 |
| 6 óra         |  | 89,345                | Stein Hollandia (2000)                                                                                 |
| 12 óra        |  | 154 km                | Szeged, Magyarország (1994)                                                                            |
| 24 óra        |  | 263,17 km             | Szeged Magyarország (1994)                                                                             |
| Ultrabalaton  |  | 18:50:06              | (2007)                                                                                                 |
| Spartathlon   |  | Négyszeres teljesítés | (1989); (1990); (1991 idő 24:15:31); 2021                                                              |

## Sportszakmai elismerései
- A magyar Ultrafutás Dicsőségcsarnoka (MASZ UB 2016)
- Ultrafutó Életmű Díj jelöltje (UMSZ 2011)
- A Nemzetközi Olimpiai Bizottság Fair Play díja (Átadta: Kamuti Jenő, NOB 2011)
- Az év ultrafutója Magyarországon 2007 (UMSZ 2007)